# استبعادية (علم الاقتصاد)

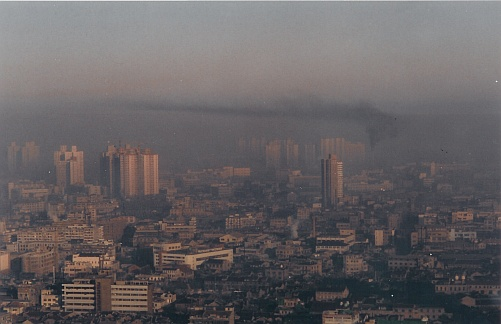
الهواء، سواء كان نظيفًا أو ملوثًا، لا يمكن أن يُستبعد أي شخص من استخدامه، وبالتالي يعتبر "سلعة" غير قابلة للاستبعاد. يمكن أن تكون السلعة غير قابلة للاستبعاد بغض النظر عن مدى رغبة الأشخاص في استبعادها (مثل الضباب الدخاني أو التلوث في المدينة)

في علم الاقتصاد، تحدّد السلع والخدمات والموارد بشكل عام بناءً على خصائص أساسية تشمل درجة الاستبعادية (بالإنجليزية: Excludability)‏ ودرجة المنافسة.
درجة الاستبعادية تعني قدرة المورد على تحديد من يمكنه استخدام المنتج أو الخدمة أو المورد، ومن يُستبعد، بينما تعني درجة المنافسة قدرة المستخدمين على المنافسة في الحصول على هذه السلعة أو الخدمة أو المورد. وبالتالي، تحدّد هذه الخصائص بشكل عام، ولكن يمكن أن تختلف درجة الاستبعادية ودرجة المنافسة لكل سلعة أو خدمة أو مورد بناءً على ظروفها الفريدة.
اقترح الاقتصادي الأمريكي بول سامويلسون في الأصل مفهوم القابلية للاستثناء في عام 1954، حيث وضع المفهوم الآن المعروف باسم "السلع العامة"، أي السلع التي لا تتنافس عليها ولا يمكن استثناء أي شخص من الاستفادة منها. وأكد سامويلسون بالإضافة إلى ذلك، فشل السوق في مواجهة مشكلة الراكب بالمجان التي يمكن أن تحدث مع السلع غير القابلة للاستبعاد.
وسّع ريتشارد ماسجريف [الإنجليزية] نظرية سامويلسون لتصنيف السلع فيما بعد في عام 1959، وكذلك توسع جاريت هاردين في نظرية سامويلسون لتشمل مشكلة أساسية أخرى لعدم الاستبعادية في الأسواق وهي تراجيديا المشاع.
الاستبعادية ليست من الخصائص الجوهرية للسلعة، ولذلك وُسع المفهوم أيضاً بواسطة إلينور أوستروم في عام 1990 ليصبح خاصية مستمرة بدلاً من كونه خاصية فريدة مثلما اقترحها سامويلسون (الذي قدّم الاستبعادية على أنها موجودة أو غير موجودة). اقترحت نظرية أوستروم أنه يمكن وضع الاستبعادية على مقياس يتراوح بين قابلية الاستبعادية الكاملة (أي سلعة يمكنها استبعاد العملاء الذين لم يدفعوا بالكامل) وعدم الاستبعادية الكاملة (سلعة لا يمكن استبعاد العملاء الذين لم يدفعوا). ويسمح هذا المقياس للمنتجين والموردين بمزيد من المعلومات المتعمقة التي يمكن استخدامها بعد ذلك لإنشاء معادلات أسعار أكثر كفاءة (للسلع العامة على وجه الخصوص)، والتي من شأنها أن تزيد من الفوائد والعوامل الخارجية لجميع مستهلكي السلعة

## أمثلة

### سلع مستبعد

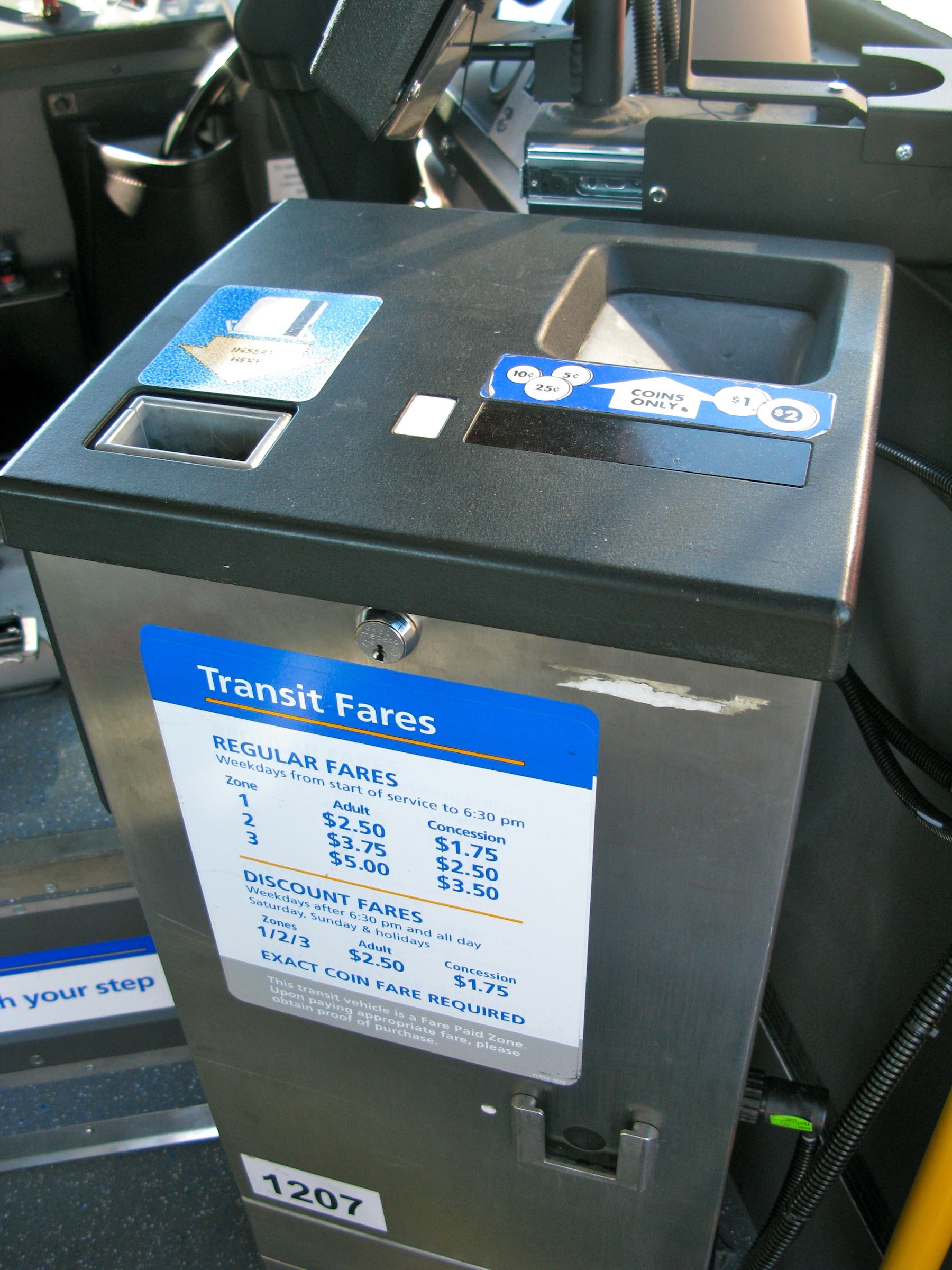
صندوق تذاكر وسائل النقل العام (الحافلات) في فانكوفر

أسهل خاصية للسلعة التي يمكن استبعادها هي أن يكون المنتج أو المورد أو هيئة الإدارة للسلعة أو الخدمة أو المورد قادرين على تقييد استهلاكها للعملاء الذين دفعوا فقط، واستبعاد العملاء الذين لم يدفعوا.
فإذا كان للسلعة سعر مرتبط بها، سواء كان ذلك دفعة واحدة مثل في حالة شراء الملابس أو السيارات، أو دفعة مستمرة مثل رسوم الاشتراك في مجلة أو رسوم الاستخدام في وسائل النقل العام، فيمكن اعتبارها مستبعدة إلى حدٍ ما.
ومن الأمثلة الشائعة هو مشاهدة فيلم في دور السينما، حيث يمنح العملاء الين دفعوا تذكرة دخول لمشاهدة الفيلم مرة واحدة، ويُتحقق من ذلك من خلال موظفي المسرح والأمن وغيرهم. وهذا يعني أن مشاهدة الفيلم تعتبر قابلة للاستبعاد، ولا يمكن للعملاء الذين لم يدفعوا الاستمتاع بالفيلم.

### سلع شبه مستبعد
تتراوح قابلية الاستبعادية بين القابلية الكاملة للاستبعاد والعدم الكامل للاستبعاد على مقياس مستمر للقابلية الاستبعادية الذي وضعته أوستروم. وضمن هذا المقياس، توجد سلع يمكن أن تكون قابلة للاستبعاد ولكن لا يمكن تطبيق الاستبعادية عليها بشكل فعال أو كفء. ومن بين الأمثلة على ذلك، العديد من أشكال المعلومات، مثل الموسيقى والأفلام والكتب الإلكترونية وبرامج الكمبيوتر. فجميع هذه السلع لها بعض الأسعار أو الدفعات المتضمنة في استهلاكها، ولكنها تتعرض أيضًا للقرصنة وانتهاك حقوق النشر. وهذا يمكن أن يؤدي إلى قدرة العديد من العملاء الذين لم يدفعوا الاستمتاع والاستفادة من هذه السلع المشتراة.

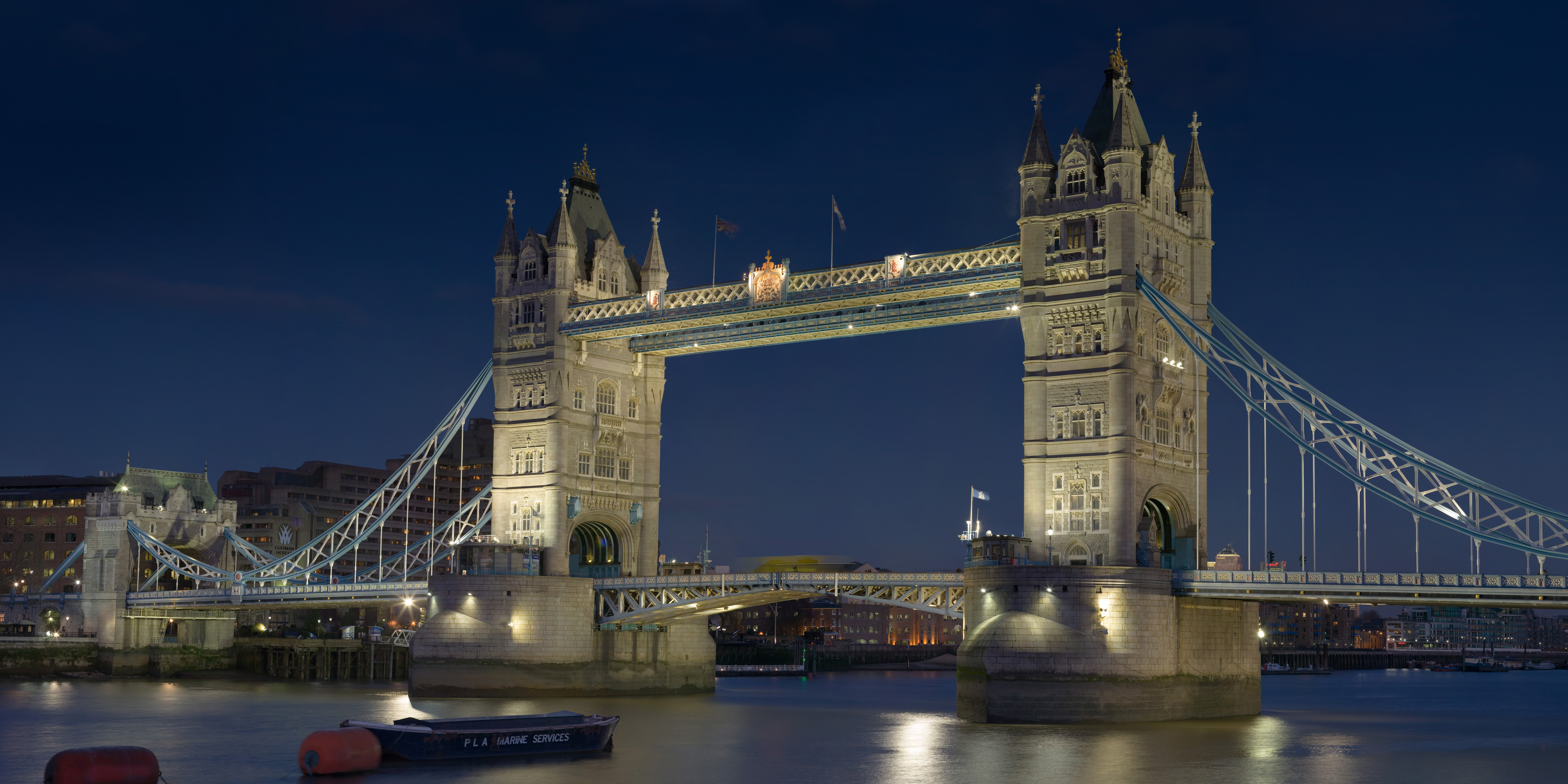
يُعد جسر تاور سلعة غير قابلة للاستبعاد حيث يمكن لأي شخص ينظر إليه أن يستمتع به

### سلع لا يمكن استبعادها
يمكن اعتبار السلعة أو الخدمة أو المورد الذي لا يمكن منع المستهلكين الذين لم يدفعوا للاستفادة منها أو استخدامها بأنها سلع لا يمكن استبعادها. فمثلاً، يمكن اعتبار المبنى الجميل معمارياً، مثل جسر تاور في لندن، سلعة غير قابلة للاستبعاد من الناحية الجمالية، حيث يمكن لأي شخص ينظر إليه أن يستمتع به، ومن الصعب منع الناس من الاستفادة من هذه المنفعة. وبالمثل، تعمل المنارة بوصفها وسيلة مساعدة للملاحة للسفن في البحر بطريقة غير قابلة للاستبعاد، حيث يمكن لأي سفينة مبحرة الاستفادة منها.

## التداعيات وعدم الكفاءة
عادة ما تكون السلع العامة قليلة الإنتاج والإمداد في غياب المساعدات الحكومية بالمقارنة مع المستوى الاجتماعي المثالي. وذلك يرجع إلى عدم قدرة المنتجين المحتملين من تحقيق ربح (نظرًا لأنه يمكن الحصول على السلعة مجانًا) يكفي لتبرير تكاليف الإنتاج. وبهذه الطريقة، فإن توفير السلع غير القابلة للاستبعاد هو مثال كلاسيكي على العوامل الخارجية التي تؤدي إلى عدم الكفاءة. وفي الحالات الشديدة، يمكن أن يؤدي هذا إلى عدم إنتاج السلعة على الإطلاق، أو أن يكون من الضروري للحكومة تنظيم إنتاجها وتوزيعها.
من بين الأمثلة الكلاسيكية على عدم الكفاءة الناتجة عن العدم القابلية للاستبعاد هي حالة تراجيديا المشاع (التي عدلها المؤلف هاردين فيما بعد إلى "تراجيديا المشاع غير المُدَبَّرة" لأنها تستند إلى فكرة مورد بدون قواعد تمامًا)، حيث يصبح المورد المشترك غير القابل للاستبعاد عرضة للاستخدام والاستهلاك المفرطين، ممّا يؤدي إلى تدمير المورد في العملية.

## النظرية الاقتصادية
درس بريتو وأوكلاند (1980) توفير السلع العامة القابلة للاستبعاد من قبل القطاع الخاص والهادف إلى الربح في نموذج اقتصادي رسمي. يأخذ بريتو وأوكلاند في الاعتبار أن الوكلاء لديهم معلومات خاصة حول تقديراتهم للقيمة العامة للسلعة، ومع ذلك، ينظر بريتو وأوكلاند فقط في آليات الأسعار المعلنة، أي أن هناك قيودًا على فئة العقود. وبالإضافة إلى اعتبار تكاليف التوزيع وتأثيرات الازدحام، يدرس شميتز (1997) مشكلة ذات صلة، ولكنه يسمح بآليات عامة. علاوة على ذلك، يوضح شميتز أيضًا قاعدة تخصيص الأفضل ثانويًا، والتي تحقق الرفاه الاجتماعي تحت قيد الأرباح غير السالبة. وباستخدام نظرية العقود غير المكتملة [الإنجليزية]، يستكشف فرانشيسكوني ومثو (2011) ما إذا كانت الملكية العامة أو الخاصة هي الأكثر ملاءمة عندما يتعين إجراء استثمارات غير قابلة للتعاقد من أجل توفير سلعة عامة (جزئيًا) قابلة للاستبعاد.

## مقالات ذات صلة
- سلعة
- التنافس (علم الاقتصاد)
- مشكلة الراكب بالمجان
- تراجيديا المشاع